# Сазер
Са́зер (англ. saser, сокр. от Sound Amplification by Stimulated Emission of Radiation, также называется звуковым, фононным или акустическим лазером) — генератор когерентных звуковых волн определённой частоты. Обычно частота излучения сазера лежит в области от нескольких МГц до 1 ТГц.
Устройство получило своё название по аналогии с лазером (англ. laser — Light Amplification by Stimulated Emission of Radiation).

## Принцип работы
Принцип работы сазера аналогичен принципу работы лазера. В некой многочастичной системе с двумя уровнями энергии накачкой создаётся инверсная разность населённостей, так что большинство частиц находится в состоянии с большей энергией. В результате спонтанного перехода часть частиц переходит из верхнего состояния в нижнее с испусканием кванта звуковой волны — фонона. Сгенерированные таким образом фононы стимулируют вынужденные переходы остальных частиц системы с испусканием фононов полностью аналогичных затравочным. В результате генерируется поток идентичных фононов, воспринимаемых на макроуровне как когерентная акустическая волна. Несмотря на сходный принцип работы, существует несколько различных типов сазеров, отличающихся типом активной среды.

### Фононный лазер на оптических резонаторах
Активной средой в данном лазере являются два связанных оптических резонатора, частоты которых отличаются на небольшую величину. Резонатор с большой частотой накачивается лазерным излучением. Фотоны в этом резонаторе имеют энергию больше, чем в соседнем, и, следовательно, способны понизить свою частоту, перейдя во второй резонатор с испусканием кванта звуковых колебаний. Частота генерируемого акустического излучения определяется разностью частот двух оптических резонаторов. Этот механизм может рассматриваться также как трёхволновое параметрическое усиление, в котором роль волны накачки выполняет излучение в первом резонаторе, роль сигнальной волны — акустическое излучение, а роль холостой волны — излучение во втором резонаторе. Альтернативно этот же процесс можно описать как вынужденное рассеяние Мандельштама — Бриллюэна, то есть как неупругое взаимодействие фотона с атомом с испусканием фотона меньшей частоты и фонона.
Сазер на оптических резонаторах впервые реализован в 2010 году экспериментальной группой из Калтеха. Было получено излучение на частоте 21 МГц.

### Фононный лазер на электронных каскадах
Принцип работы такого фононного лазера аналогичен работе квантового каскадного лазера. В качестве активной среды в таком лазере используется полупроводник со сверхрешёткой. При этом сверхрешётка устроена таким образом, что электроны, находящиеся в соседних квантовых ямах, имеют слегка различные энергии, и их энергия монотонно уменьшается в одном из направлений. В этом случае возможно туннелирование электрона из одной квантовой ямы в соседнюю с испусканием фонона. При наличии затравочного фонона нужной частоты это туннелирование может быть вынужденным, таким образом реализуется идея лазерного усиления звукового излучения — при распространении звука вдоль решётки происходит каскадное туннелирование электронов с увеличением количества фононов.
Сазер на электронных каскадах был впервые реализован в 2010 году экспериментаторами из Ноттингема. В эксперименте наблюдалось усиление излучения частотой 441 ГГц. Экспериментов по генерации излучения проведено не было. Следует отметить, что первые попытки этой группы по созданию сазера относятся ещё к 2006 году, но тогда они не смогли убедительно доказать наличие усиления.

## Преимущества
По сравнению с оптическими лазерами фононные лазеры той же частоты обладают значительно меньшей длиной волны, что позволяет проводить значительно более точные измерения и получать более чёткие изображения. Также малая длина волны позволяет проводить фокусировку излучения в меньший объём, что приводит к более высокой концентрации энергии в точке фокуса. По сравнению с обычными источниками излучения фононные лазеры могут генерировать излучения значительно более высоких частот. Так, например, пьезоэлектрические источники не работают на частотах выше нескольких десятков гигагерц, в то время как фононные лазеры могут обладать частотами порядка частот оптического излучения.

## Применение
Сазеры обладают рядом уникальных свойств, в частности малой длиной волны излучения и высокой проникающей способностью, которые определяют их потенциальную область применения. Например, сазеры терагерцового диапазона генерируют волну длиной порядка 1 нм. Принимая во внимание, что звуковые волны могут распространяться на значительную глубину внутрь твёрдых тел, такое излучение может быть использовано для получения трёхмерных изображений наноструктур. Помимо этого излучение сазеров может быть использовано для создания периодических структур в толще полупроводника, тем самым модулируя его оптические или электронные свойства. При этом структура может быстро изменяться, исчезать и возникать снова. Это свойство может быть использовано для создания сверхбыстрых переключателей или для генерации терагерцового электромагнитного излучения — что на данный момент является сложной технической задачей.